# Park Sang-hong
En aquest nom coreà, el cognom és Park.
Park Sang-hong (en coreà 박상홍; 29 de març de 1989) és un ciclista sud-coreà, professional des del 2015. Actualment milita a l'equip LX Cycling Team.

## Palmarès
- 2015
  -  Campió de Corea del Sud en ruta
- 2017
  - Campió d'Àsia en ruta
  - Vencedor d'una etapa al Tour de les Filipines